# 威廉·亨利·迪安
威廉·亨利·迪安（英語：William Henry Dean，1887年2月6日—1949年5月2日），英国男子水球运动员，他在七岁时开始练习游泳。他曾代表英国参加1920年夏季奥林匹克运动会水球比赛，获得一枚金牌。